# 苏晓晖
苏晓晖（1977年2月4日—）為中国国际问题研究院国际战略研究所副所长，簡稱國研院，隸屬中華人民共和國外交部，是中國首家專門從事國際問題研究的機構。2004年获北京大学国际关系学院学士学位，随后进入中国国际问题研究所工作，2009年获外交学院国际政治系硕士学位同時擔任央視特約戰略評論員。

## 学术著作
- 《多眼看世界——国际风云万花筒》（副主编），中华书局，2013年9月
- 《实施“走出去”战略，推动建设和谐世界》（合著），世界知识出版社，2009年1月
- 《中国能源发展战略研究》，世界知识出版社，2009年1月
- 《HOLD住战略机遇期》（合著），新华出版社，2013年7月